# Tsuyoshi Ōtsuki
Tsuyoshi Ōtsuki (japanisch 大槻 毅 Ōtsuki Tsuyoshi; * 1. Dezember 1972 in Sendai) ist ein ehemaliger japanischer Fußballspieler und -trainer.

## Karriere

### Spieler
Ōtsuki erlernte das Fußballspielen in der Schulmannschaft der Sendai Daini High School und der Universitätsmannschaft der Universität Tsukuba. Seinen ersten Vertrag unterschrieb er beim Sony Sendai FC.

### Trainer
Ōtsuki begann seine Trainerkarriere im Jahr 2000 als Co-Trainer bei Mito HollyHock. Nach weiteren Stationen bei Omiya Ardija (ab 2003), Urawa Reds (ab 2004) und Vegalta Sendai (ab 2011), kehrte er 2012 schließlich zu den Urawa Reds zurück. Im April 2018 wurde er dort zum Caretaker Manager befördert, im Mai 2019 schließlich zum Cheftrainer. Noch im selben Jahr erreichte er das Finale der AFC Champions League.